# Industry and Idleness
Industry and Idleness (« Industrie et oisiveté ») est une série de douze estampes créées par William Hogarth en 1747, dans le but d'illustrer aux enfants travailleurs les récompenses possibles du travail ardu et de leur application diligente, ainsi que les désastres évidents qui accompagnent leur absence.

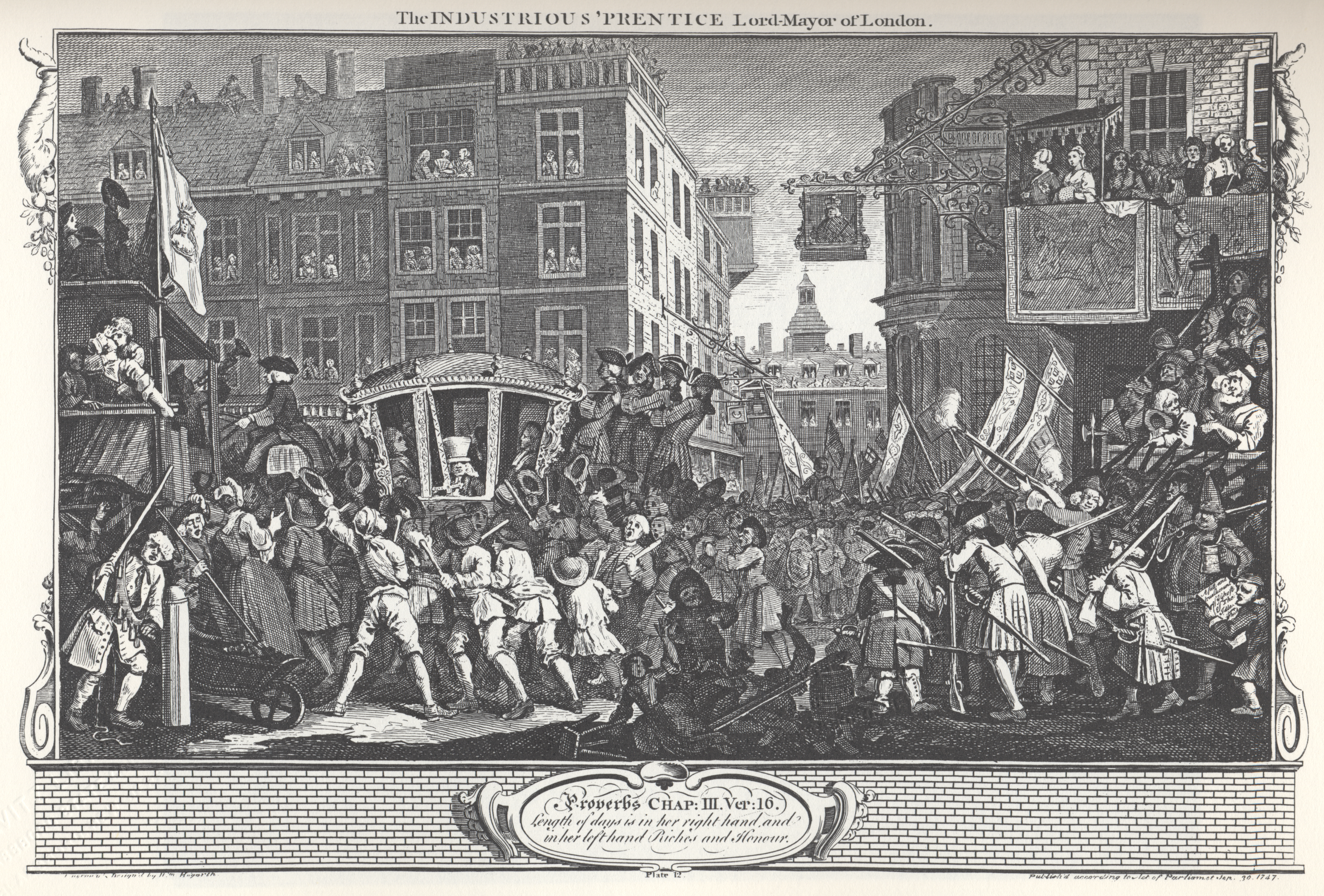
Plaque no 12 : The Industrious 'Prentice Lord-Mayor of London.

Contrairement à ses séries précédentes, telles que A Harlot's Progress (1731) et Marriage A-la-Mode (1743), qui sont d'abord peintes puis adaptées en gravures, Industry and Idleness est créée uniquement une série d'estampes. Vendues bon marché, on peut supposer que ces tirages visaient un marché plus vaste et moins riche que ses œuvres antérieures. Les originaux se trouvent actuellement au British Museum.